# Diogo Freitas do Amaral
Diogo Pinto de Freitas do Amaral (Póvoa de Varzim, 21 de julio de 1941-Cascais, 3 de octubre de 2019) fue un político y profesor universitario portugués. Considerado uno de los padres de la democracia portuguesa. Fundador, junto con otros políticos, del partido Centro Democrático Social (CDS) en 1974, meses después de la Revolución de los Claveles del 25 de abril de 1974, siendo su presidente hasta 1982, y de nuevo entre 1988 y 1991.

## Biografía

### Carrera política
Entre 1974 y 1986 estuvo empeñado activamente en la vida política portuguesa en defensa de la democracia cristiana. Diputado entre 1975 y 1983 y de nuevo en el bienio 1992-1993. Fue vice primer ministro del Gobierno y ministro de Defensa en el Gobierno de la Alianza Democrática. Es primer ministro interino durante un mes, tras ser Sá Carneiro impedido para el cargo tras el accidente de Camarate el 4 de diciembre de 1980. Fue también ministro de Asuntos Exteriores entre 1980 y 1981.
Candidato presidencial en las elecciones de 1986, obtiene el apoyo del Partido Social Demócrata y de su Centro Democrático Social, obteniendo el 48,8 % de los votos, insuficientes ante el resultado obtenido por el candidato socialista Mário Soares.
Era licenciado y doctorado en Derecho por la Universidad de Lisboa. Fue presidente de la Asamblea General de las Naciones Unidas en la 50.ª sesión (1995).
Retirado en los últimos tiempos de la vida política activa y declarándose independiente, su elección como ministro de Asuntos Exteriores del gobierno del Partido Socialista de Portugal de José Sócrates causó sorpresa en marzo de 2005. Criticó la polémica opción de la administración estadounidense liderada por George W. Bush de invadir Irak, posición que fue muy criticada por los partidos de centro (PPD/PSD) y de centroderecha (CDS/PP) —partido del que fue fundador—, que apoyaron activamente la intervención en aquel país. 
Escribió un libro con la biografía del rey Afonso Henriques. Estuvo casado con la escritora Maria Roma.
Falleció a consecuencia de un cáncer.

## Resultados electorales

### Elecciones presidenciales de 1986

#### Primera vuelta26 de enero de 1986
|  | 46 |

|  | 25 |

|  | 21 |

|  | 7 |

#### Segunda vuelta16 de febrero de 1986
|  | 48 |

|  | 51 |

| Predecesor: Cargo creado             | Presidente del CDS – Partido Popular 1974-1983       | Sucesor: Carlos Mota Pinto        |
| Predecesor: Manuel Jacinto Nunes     | Vice primer ministro de Portugal 1980-1981           | Sucesor: Cargo suprimido          |
| Predecesor: João Cardoso             | Ministro de Asuntos Exteriores de Portugal 2005-2006 | Sucesor: André Gonçalves Pereira  |
| Predecesor: Francisco de Sá Carneiro | Primer ministro de Portugal Interino 1980-1981       | Sucesor: Francisco Pinto Balsemão |
| Predecesor: Cargo creado             | Vice primer ministro de Portugal 1981-1983           | Sucesor: Carlos Mota Pinto        |
| Predecesor: Luís de Azevedo Coutinho | Ministro de Defensa Nacional de Portugal 1981-1983   | Sucesor: Carlos Mota Pinto        |
| Predecesor: Adriano Moreira          | Presidente del CDS – Partido Popular 1988-1992       | Sucesor: Manuel Monteiro          |
| Predecesor: Antonio Monteiro         | Ministro de Asuntos Exteriores de Portugal 2005-2006 | Sucesor: Luís Amado               |